# Amban

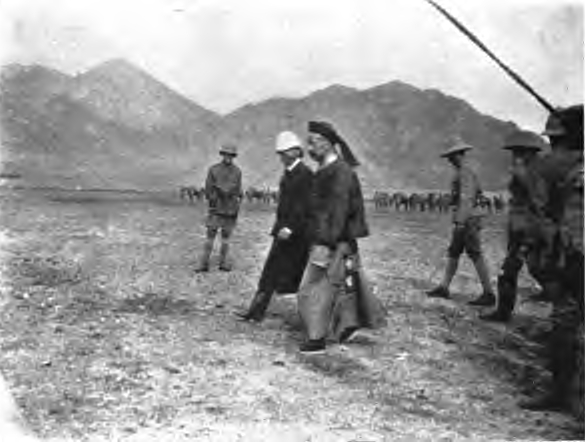
Lhaský amban Jou-tchaj a Francis Younghusband

Amban (mandžusky doslova „vysoký úředník“) je titul, kterým se označoval představitel císařské moci dynastie Čching v tibetské Lhase. Funkci ambana, která existovala od roku 1728 do doby pádu čchingského impéria v roce 1912, vykonávali Mandžuové nebo Mongolové.
Funkce ambana byla zřízena v roce 1728, kdy v Tibetu probíhala již druhým rokem občanská válka mezi pro-čínsky orientovanou vrstvou obyvatel, kterou reprezentovali členové ministerské rady, a proti-čínsky orientovanými Tibeťany, jejichž představitelé patřili ke kruhu osob kolem dalajlámy. Císař Jung-čeng občanských nepokojů využil k tomu, aby na tibetské území vyslal výpravu čítající až 15 000 mužů. Poté, co členové výpravy ovládli úřednický aparát, byla zřízena instituce ambana, čili jakéhosi „vrchního úředníka“. Ambani byli vždy dva, jeden byl hlavní a druhý vedlejší. Měli k dispozici sbor vojáků a úředníků o počtu 2000 mužů, do konce 18. století byl však jejich počet snížen nejdříve na 500, později na 100.
Tehdejší postavení ambanů bylo spíše formálního charakteru. V roce 1792, kdy došlo ke konečné porážce Gurkhů spojenou armádou Tibeťanů a Číňanů, započala na popud čínského císaře Čchien-lunga v Tibetu dvouletá reforma administrativy. Ta měla samozřejmě za úkol výrazné posílení postavení ambanů a centralizaci moci do jejich rukou. Reforma byla úspěšná a od roku 1793 moc v Tibetu fakticky náležela čínské vládě skrze instituci ambanů, kteří se ve Lhase střídali vždy po třech letech. Tento stav přetrval až do roku 1912, resp. 1913, kdy Lhasu opustili poslední příslušníci čínské správy.
Postavení ambana je dosud otázkou diskuse, a to zejména v souvislosti se statusem Tibetu v době přítomnosti ambanů ve Lhase.